# 2015 en catch
Chronologie du catch
- 2014 en catch - 2015 en catch - 2016 en catch

Les faits marquants de l'année 2015 en catch

## Autres évènements

### Janvier
- 10 janvier : La EMERGE Wrestling (EMERGE) est fondée à Columbus, dans l'Indiana et couronne leur premier champion, JD Mariani[178],[179].
- 17 janvier : La RIOT Wrestling (RIOT) ouvre ses portes à Barcelone, en Espagne[180].
- 23 janvier : Le Wrestling Observer Newsletter décerne ses prix et distinctions annuels. Shinsuke Nakamura a été élu comme le catcheur de l'année 2014. Il a également reçu le prix du catcheur le plus charismatique. Les Young Bucks, quant à eux, ont été choisis pour incarner l'équipe de l'année. Seth Rollins a reçu le prix du catcheur qui s'est le plus amélioré. Dragon Lee a reçu le prix du Rookie de l'année 2014. La New Japan Pro Wrestling a été élue comme étant la promotion de l'année tandis que la Total Nonstop Action Wrestling a été élue comme la pire fédération de catch pour la huitième année consécutive[181].

### Février
- 5 février : Adam Pearce a été admis au sein du NWA Hall of Fame[182].

### Mars
- 28 mars : Randy Savage, Arnold Schwarzenegger, Rikishi, Kevin Nash, Larry Zbyszko, The Bushwackers (Butch Miller et Luke Williams), Alundra Blayze et Tatsumi Fujinami entrent dans le WWE Hall of Fame. Connor Michalek, un enfant fan de catch mort en 2014 devient à titre posthume la première personne à recevoir le Warrior Award[183].
- 29 mars : La WWE établit un nouveau format pour devenir Grand Slam Champion. Six superstars obtiennent instantanément ce statut[184],[185].

### Juin
- 27 juin : Jeff Jarrett a été intronisé au TNA Hall of Fame[186].

### Juillet
- 31 juillet : Kim Artlip créé la REAL Pro Wrestling (RPW), promotion basée à Fort Myers en Floride[187],[188].

### Août
- 9 août : Hector Garza et El Hijo del Perro Aguayo sont intronisés, à titre posthume, au AAA Hall of Fame[réf. nécessaire].
- 15 août : La Dragon Gate USA (DG USA), promotion sœur de la Dragon Gate au Japon et de l'Evolve Wrestling, ferme ses portes. Le titre majeur, l'Open The Freedom Gate Championship est rendu inactif le jour même[189].

### Septembre
- 4 septembre : Le Pro Wrestling Illustrated dévoile ses prix et ses classements. Seth Rollins a été classé 1er catcheur du classement PWI en 2015 tandis que Nikki Bella a été classée 1re dans le classement féminin[190].

### Octobre
- 3 octobre : Earl Hebner a été intronisé au TNA Hall of Fame[191].

### Décembre
- 7 décembre : Le magazine Tokyo Sports a donné à Kazuchika Okada la récompense MVP 2015 (Most Valuable Player - meilleur catcheur de l'année 2015). Atsushi Onita (en) et Chigusa Nagayo (en) ont été élus équipe de l'année et Io Shirai a été élue meilleure catcheuse de l'année 2015[192].
- 20 décembre : La Squared Circle Wrestling (2CW) effectue son dernier show avant la fermeture de la fédération. Sami Callihan conserve le titre majeur de la fédération en battant Dalton Castle lors de cet ultime show[193].
- 21 décembre : La New Japan Pro Wrestling créé un nouveau titre, le NEVER Openweight Six Man Tag Team Championship, titre qui apparaît pour la première fois le 4 janvier 2016 lors de Wrestle Kingdom 10. C'est le septième titre en activité de la fédération[194].

## Débuts
- 9 août : ASUKA[195]

## Décès en 2015
- 21 mars : Perro Aguayo Jr., 35 ans mort après un combat à la suite d'un coup du lapin[196]
- 5 avril : Steve Rickard (en), co-président puis président de la National Wrestling Alliance de 1993 à 1996, 85 ans[197].
- 27 avril : Verne Gagne, catcheur et promoteur (89 ans)[198].
- 28 avril : Ashura Hara, mort à 68 ans d'une pneumonie[199].
- 1er juin : Tommy Couch (en) (Tommy Rogers), 54 ans[200].
- 11 juin : Dusty Rhodes (de son vrai nom Virgil Riley Runnels, Jr.), 69 ans[201]
- 31 juillet : Roddy Piper (de son vrai nom Roderick George Toombs), 61 ans[202].
- 20 septembre : Frank Iadevaia, fondateur de la JAPW, décédé à 43 ans[203].
- 14 novembre : Nick Bockwinkel, 80 ans[204].
- 26 novembre : Tommy Gilbert (en), ancien catcheur de la CWA, décédé à l'âge de 75 ans[205].
- 16 décembre : Lizmark (en), 66 ans[206].